# Museo de Artes Decorativas Palacio Taranco
El Museo Nacional de Artes Decorativas de Uruguay es un museo dedicado a las artes decorativas y al estilo de vida de la belle epoque. Se encuentra ubicado en el emblemático Palacio Taranco de Montevideo donde se exhiben diversos mobiliarios,  pinturas, esculturas y textiles de dicha época y que pertenecieron a la familia Ortiz de Taranco. 

## El edificio

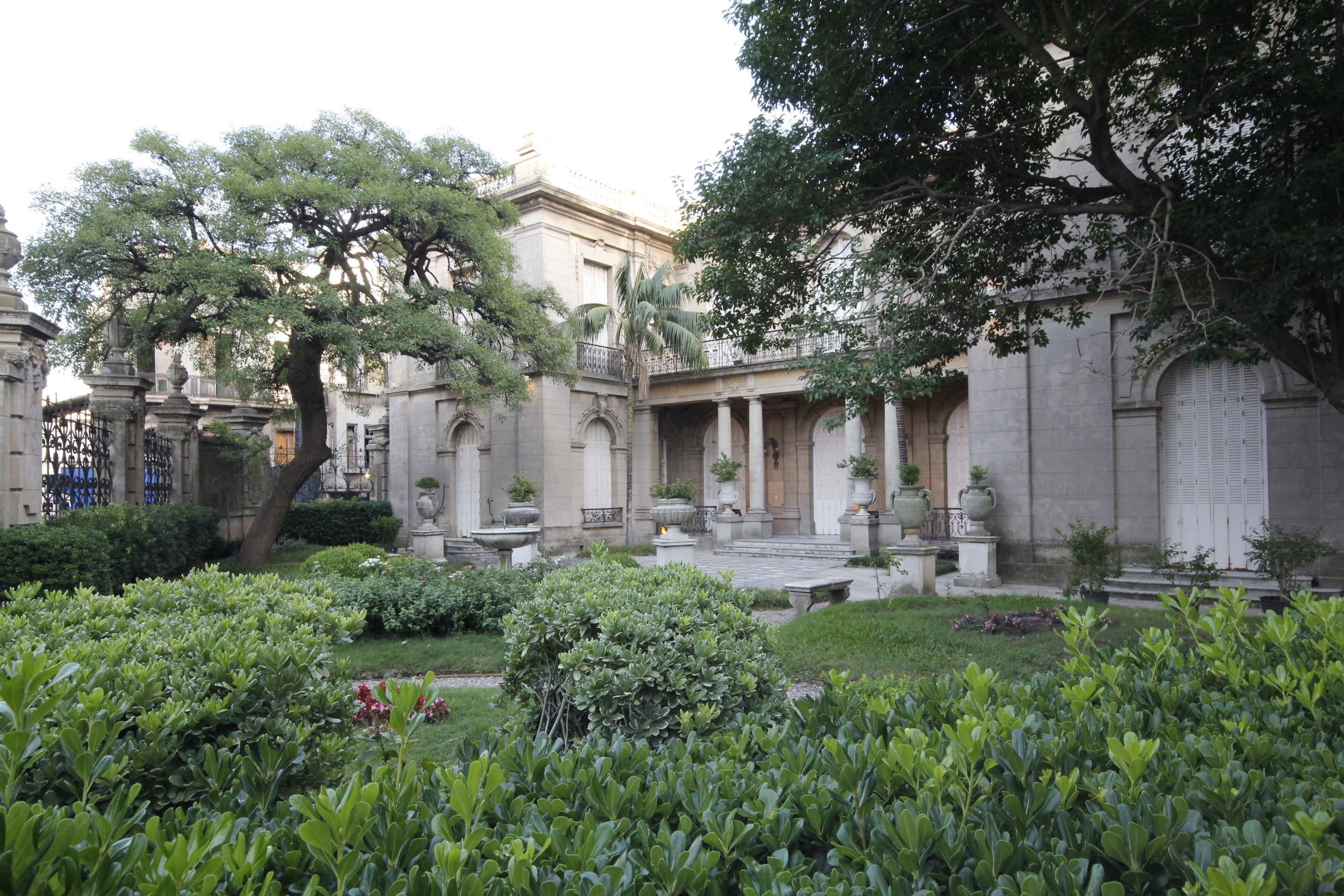
Jardín, frente a la Plaza Zabala.

El Palacio Taranco fue construido entre 1907 y 1910 por los arquitectos franceses Charles Louis Girault y su discípulo Jules León Chifflot a solicitud de los hermanos Félix, José y Hermenegildo Ortiz de Taranco, con destino a residencia familiar.
Fue habitada por la familia Ortiz de Taranco hasta el fallecimiento de Félix en 1940. Su esposa, Elisa García de Zúñiga, se trasladó a otra propiedad de la familia y comenzaron las tratativas de venta al Estado, que la adquirió en 1943 junto con el mobiliario. La familia donó las obras de arte con el expreso propósito de que se destinara el edificio y la colección a la constitución del Museo de Artes Decorativas.

## El museo
El museo fue inaugurado recién en 1972, en sus instalaciones mantiene las características de la residencia de los Ortiz de Taranco, lo que permite intuir la forma de vida de la familia. La mayoría de las habitaciones tienen acceso al público, pudiendo incluso visitarse la cocina original.
Se pueden apreciar los pisos de los salones principales de roble trabado estilo Versailles, las bocas de las estufas, columnatas y jardineras de mármoles de Génova, las guardas de la escalinata principal de mármol de Languedoc, las boiseries, artesonados, molduras, rejas, vitrales y demás ornamentos que también fueron traídos especialmente de Europa. El alhajamiento interior fue realizado por la Maison Krieger de París y aprobado previamente por los arquitectos. El salón comedor cuenta con siete gobelinos de Aubusson realizados especialmente para el lugar, enmarcados en dorado.
Cuenta también con el fino mobiliario, así como luminarias, herrajes, relojes, espejos, pianos, cristales de Baccarat, porcelana de Sèvres, bronces y adornos europeos de mediados del siglo XIX y comienzos del siglo XX y numerosas obras de arte, que incluyen tapices, pinturas y esculturas de grandes maestros europeos.

## El acervo

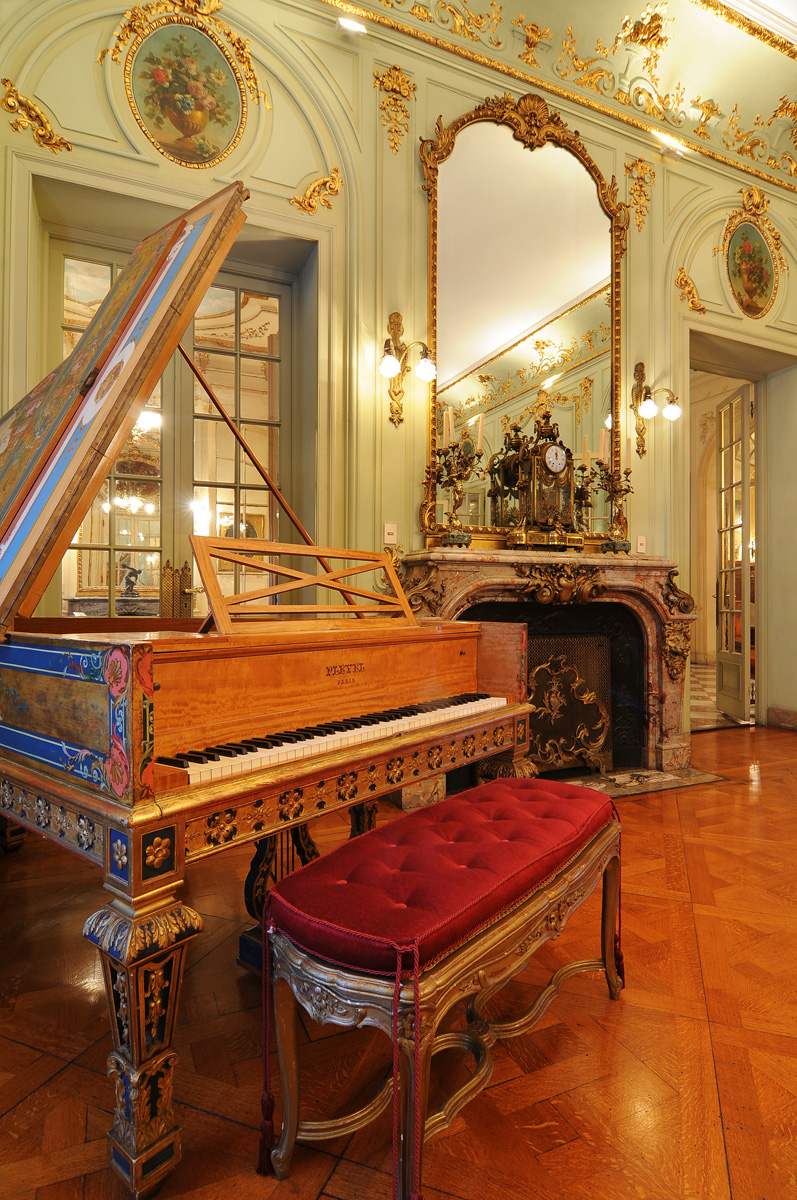
Piano Pleyel, donación de Raúl Montero Bustamante, en el salón principal de la planta baja.

La colección de obras de arte de la familia Ortiz de Taranco incluye pinturas de Ribera, Ghirlandaio, Teniers, Velázquez, Van Mierevelt, Zuloaga, Sorolla, entre muchos otros. Así como esculturas de Bouchard, Landowski y Vermare, entre las que destaca una gran pieza de mármol de Benlliure. 
Otra pieza importante es una reproducción en seda de La rendición de Breda de Velázquez, de 3 x 5 metros, realizada por la Real Fábrica de Tapices de Madrid. Incluye también una colección arqueológica de cerámicas, vidrios y bronces grecorromanos, cerámicas iraníes y piezas egipcias.
El acervo se vio incrementado posteriormente con compras realizadas por el Estado, como la colección de Luis Andreoni, y donaciones, como la de María Spangenberg de Pearson en 1956.
El museo realiza también exposiciones temporarias de temas relacionados y diversas actividades, tanto en sus salones como en el jardín.